# Canacophilus sarasini
Canacophilus sarasini är en mångfotingart som beskrevs av Carl 1926. Canacophilus sarasini ingår i släktet Canacophilus och familjen Dalodesmidae. Inga underarter finns listade i Catalogue of Life.